# Bonito (Bahia)
Bonito é um município brasileiro do estado da Bahia. Sua população estimada em 2024 era de 16 393 habitantes. É o quinto município no país com maior proporção de população quilombola, com 50,2% de seus habitantes fazendo parte deste grupo.

## História
O município de Bonito, situado na região da Chapada Diamantina, teve sua origem no final do século XIX. À época, uma estrada conectava localidades vizinhas, e o território onde hoje se encontra a cidade tornou-se ponto de descanso para viajantes, graças à presença de uma grande árvore que oferecia sombra. Esse local, que inicialmente servia como abrigo, foi gradualmente habitado por imigrantes, formando uma pequena comunidade.
No início do século XX, o povoado era composto por poucas residências. A realização de uma feira regular, organizada pelos moradores, marcou o desenvolvimento econômico local, reduzindo a dependência de deslocamentos para localidades vizinhas. Com o tempo, o povoado continuou a crescer, atraindo novos moradores de outras regiões.
A agricultura foi determinante para o desenvolvimento da área, especialmente o cultivo de café. A introdução de técnicas modernas de cultivo e a adaptação às condições locais permitiram a consolidação de uma atividade agrícola promissora. Projetos de financiamento e análises técnicas acabaram por favorecer a expansão das plantações, que contribuíram significativamente para o crescimento econômico e populacional.
A religiosidade também desempenhou um papel importante na formação da comunidade. Missas e celebrações religiosas marcaram o fortalecimento dos laços sociais, culminando na construção de uma capela com o apoio coletivo dos habitantes.
Foi criado como distrito com o nome de Bonito (ex-povoado), pela Lei Estadual nº 4.031, de 14 de maio de 1982, integrado ao município de Utinga.
Foi levado à categoria de município com a atual denominação, pela Lei Estadual nº 5.021, de 13 de junho de 1989, desmembrado do município de Utinga. Foi instalado em 1º de janeiro de 1990, com a posse dos primeiros vereadores e o primeiro prefeito, com seu vice, eleitos democraticamente.

## Geografia
Localiza-se a uma latitude 11º58'10" sul e a uma longitude 41º15'57" oeste, estando a uma altitude de 990 metros.

### Localidades

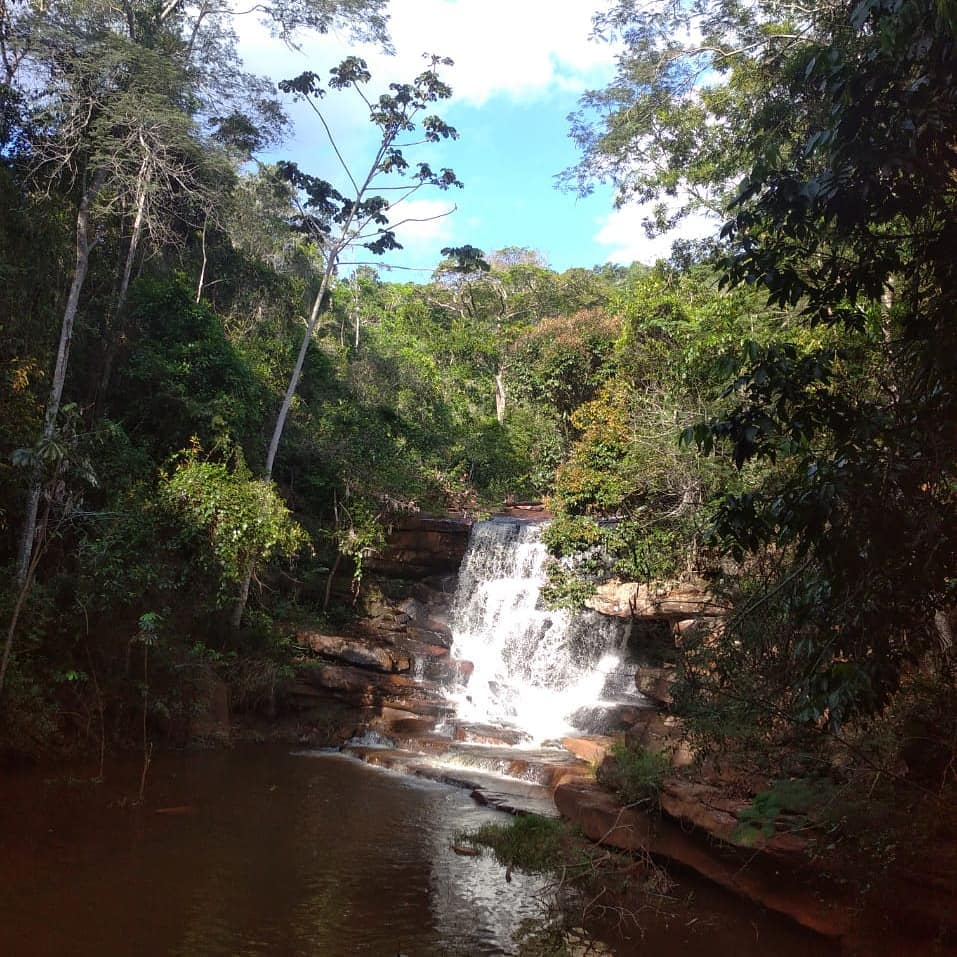
Imagem da Cachoeira da Cacique, localizada nas proximidades do Povoado de Botafogo, Bonito-BA

| Nome               | Zona   | Categoria         | Ref.  |
| ------------------ | ------ | ----------------- | ----- |
| Bonito             | Urbana | Sede do município | [ 8 ] |
| Catuaba            | Rural  | Distrito          | [ 8 ] |
| Cabeceira do Brejo | Rural  | Distrito          | [ 8 ] |
| Baixa do Cheiro    | Rural  | Povoado           | [ 8 ] |
| Guarani            | Rural  | Povoado           | [ 8 ] |
| Guarani II         | Rural  | Povoado           | [ 8 ] |
| Botafogo           | Rural  | Povoado           | [ 8 ] |
| Baixa Vistosa      | Rural  | Povoado           | [ 8 ] |
| Gramiá             | Rural  | Povoado           | [ 8 ] |
| Mata Florença      | Rural  | Povoado           | [ 8 ] |
| Morrinhos          | Rural  | Povoado           | [ 8 ] |
| Lagoa do Alívio    | Rural  | Povoado           | [ 8 ] |
| Gitirana           | Rural  | Povoado           | [ 8 ] |
| Quixaba            | Rural  | Povoado           | [ 8 ] |
| Catuabinha         | Rural  | Povoado           | [ 8 ] |
| Agropeva           | Rural  | Povoado           | [ 8 ] |

### Hidrografia
O município de está inserido na bacia do Rio Paraguaçu, é banhado pelos Rios Bonito, Tijuco, das Lajes e Sohen. Também é rico em cachoeiras, se destacando a Cachoeira da Soltinha e a Cachoeira da Cacique, locais turísticos da região. 

## Organização Político-Administrativa
O Município de Bonito possui uma estrutura político-administrativa composta pelo Poder Executivo, chefiado por um Prefeito eleito por sufrágio universal, o qual é auxiliado diretamente por secretários municipais nomeados por ele, e pelo Poder Legislativo, institucionalizado pela Câmara Municipal de Bonito, órgão colegiado de representação dos munícipes que é composto por 11 vereadores também eleitos por sufrágio universal.

### Atuais autoridades municipais de Bonito

#### Executivo Municipal
| Prefeitura                                          | Prefeitura                    | Prefeitura | Prefeitura      | Prefeitura |
| Cargo                                               | Titular                       | Partido    | Mandato         | Ref.       |
| --------------------------------------------------- | ----------------------------- | ---------- | --------------- | ---------- |
| Prefeito                                            | Edivam José Cedro De Souza    | PSD        | (2025-2028)     | [ 13 ]     |
| Vice-prefeito                                       | Ueriton de Sousa Primo        | PP         | (2025-2028)     | [ 13 ]     |
| Tesoureiro                                          | Gilmar de Sá Teles Silva      |            | (2025-presente) | [ 14 ]     |
| Secretariado                                        |                               |            |                 |            |
| Cargo                                               | Titular                       | Partido    | Mandato         | Ref.       |
| Secretário de Saúde                                 | Márcio Fagner Souto de Barros | PSD        | (2025-presente) | [ 15 ]     |
| Secretário de Educação                              | Reinan Cedro de Oliveira      | PSD        |                 | [ 16 ]     |
| Secretaria de Desenvolvimento Urbano e Rural        | A DEFINIR                     |            |                 |            |
| Secretário de Assistente Social                     | Sidalva Alves dos Santos      | PSD        | (2025-presente) | [ 14 ]     |
| Secretário de Cultura, Esporte e Turismo            | Alex Sandro Ferreira de Lima  |            | (2025-presente) | [ 14 ]     |
| Secretário de Agricultura                           | Alek Sandro Santana Beu       | PP         | (2025-presente) | [ 14 ]     |
| Secretário de Admnistração, Planejamento e Finanças | Geovanilson José de Souza.    |            | (2025-presente) | [ 14 ]     |
| Diretor de Meio Ambiente                            | André Torres                  |            | (2025-presente) | [ 17 ]     |

#### Câmara Muncipal
Composição da Câmara de Vereadores de Bonito após as Eleições de 2024:

Governo:
PSD: 3 Vereadores
PP: 4 Vereadores
PSB: 2 VereadoresOposição:
PDT: 2 Vereadores